# 2021 у Харкові
Стаття присвячена головним подіям у Харкові у 2021 році.

## Події

### Січень
- 1 січня — народний депутат України та колишній Харківський міський голова (2006—2010) Михайло Добкін опублікував в своєму телеграм-каналі відео, в якому заявив про намір висуватися на посаду Харківського міського голови після смерті Геннадія Кернеса[1].
- 5 січня — Харківська обласна клінічна лікарня отримала партію 980 кисневих концентраторів для надання допомоги хворим на коронавірусну хворобу, які розподілять поміж опорними лікарнями області. Ці концентратори дають змогу забезпечувати киснем двох пацієнтів одночасно та забезпечити 100 % ліжок киснем.[2][3]
- 8 січня — у Харківський області почався загальнонаціональний локдаун жорстких карантинних обмежень у сфері освіти, громадського харчування, торгівлі та послуг, який тривав з 8 по 24 січня 2021 року.[4][5][6]
- 21 січня — у Харкові сталася пожежа у приватному двоповерховому будинку на вулиці Нижній Гиївській, 150Б, переобладнаному під пансіонат для літніх людей «Золотий час», який не мав дозвільних документів на надання соціальних послуг. В результаті пожежі загинуло 15 осіб, ще 11 постраждали. Загалом, у будинку знаходилось 33 особи.[7][8][9] П'ять осіб були госпіталізовані (одна особа з опіками, одна — з отруєнням чадним газом, троє — в стані шоку[10][11]. Пожежа отримала статус надзвичайної події державного рівня.[12]
- 24 січня:
  - Відбулось перекриття рух на перехресті вулиці Біблика та Індустріального проспекту мешканцями 16 ближніх будинків через відсутність електрики у них понад добу. В результаті аварійна бригада «Харківобленерго» приїхала ремонтувати кабель, який знаходиться на території заводу «Харверст», від мереж якого живляться ці будинки.[13][14]